# Graviditetskalender
Graviditetskalender brukar man kalla en beskrivning av vad som händer under graviditeten, oftast vecka för vecka. En graviditetskalender kan innehålla information om vad som händer i den gravida kvinnans livmoder, vad som händer med hennes kropp, vad som kan vara bra för hennes partner att veta samt vad som händer på mödravården under graviditetens olika veckor.